# Ishós
Ishós (en francès Ychoux) és un municipi francès situat al departament de les Landes i a la regió de la Nova Aquitània.

## Demografia
| 1962                                       | 1968  | 1975  | 1982  | 1990  | 1999  | 2007  |
| ------------------------------------------ | ----- | ----- | ----- | ----- | ----- | ----- |
| 1.005                                      | 1.071 | 1.349 | 1.514 | 1.586 | 1.482 | 1.690 |
| Des de 1962: població sense dobles comptes |       |       |       |       |       |       |

## Administració
| Període   | Identitat      | Partit |
| --------- | -------------- | ------ |
| 1971-1989 | Louis Lourties |        |
| 1989-     | Marc Ducom     | PS     |